# Rhomboptila conscripta
Rhomboptila conscripta är en fjärilsart som beskrevs av W. Warren 1900. Rhomboptila conscripta ingår i släktet Rhomboptila och familjen mätare. Inga underarter finns listade.